# Draconarius
Il draconarius era un signifer incaricato di portare il draco, uno stendardo di cavalleria usato in epoca tarda nell'esercito romano, ma anche della stessa coorte. Il draco era un'insegna della cavalleria,  consistente in un'asta a cui era fissata una testa metallica raffigurante un animale ruggente (lupo o drago) collegata a una lunga manica a vento, variamente decorata. Il draco è raffigurato tra i trofei catturati ai Daci nella colonna traiana e tra le truppe nell'arco di Galerio. Si ritiene che tale insegna abbia avuto origine tra i cavalieri dei popoli barbari, in particolare i daci e i sarmati e sia stato adottato anche dai romani quando questi popoli iniziarono a fornire truppe ausiliarie a Roma nel II secolo.
Parimenti, fu definito con questo termine militare colui che nelle processioni era addetto a portare la croce (croce processionale) ispirata, pare, al labaro costantiniano, inalberata su un'asta (croce astata o croce astile).